# یورینیا (لوئیزیانا)
یورینیا (به انگلیسی: Urania) شهری در ایالت لوئیزیانا کشور ایالات متحده آمریکا است که جمعیت آن در سرشماری سال ۲۰۱۰ میلادی، ۱٬۳۱۳ نفر بوده‌است.